# 北京航空航天大学飞行学院
北京航空航天大学飞行学院是由北京航空航天大学和中国南方航空公司合作，于1993年建立。学院主要为中国南方航空、中国东方航空、中国国际航空等航空公司定向培养飞行员。